# Come Take My Hand
"Come Take My Hand" is een nummer van de Nederlandse eurodancegroep 2 Brothers on the 4th Floor uit 1995.

## Achtergrond
Het nummer is geschreven door Martin en Bobby Boer, het producersduo achter de act, samen met rapper D-Rock. Zanger Des'Ray neemt de zang voor haar rekening. In het lied vraagt ze de luisteraar haar hand te pakken, om meegenomen te worden naar "wonderland".
Het lied werd in 1995 uitgebracht door CNR Music als de tweede single van het tweede album van de groep, 2.

## Ontvangst
Het lied was succesvol in Europa en werd een top 20-hit in Vlaanderen (9) en Nederland (plek 4 in zowel de Nederlandse Top 40 als Single Top 100), Italië (14) en Noorwegen (12). In de Eurochart Hot 100 bereikte "Come Take My Hand" in oktober 1995 de 47e plaats.

### NPO Radio 2 Top 2000
Come Take My Hand stond in 2024 voor het eerst in de NPO Radio 2 Top 2000, op plek 1861.

## Tracklijst
- 12"

1. "Come Take My Hand" (Beats 'R Us Mix) — 7:57
2. "Come Take My Hand" (Euro Trance Trip) — 5:13
3. "Come Take My Hand" (Extended version) — 5:10
4. "Come Take My Hand" (K&A's Extended Rave Blast) — 5:50

- CD-single

1. "Come Take My Hand" (Radioversie) — 4:02
2. "Come Take My Hand" (Cooly's Jungle Mix) — 5:25

- CD maxi-single

1. "Come Take My Hand" (Radioversie) — 4:02
2. "Come Take My Hand" (Extended version) — 5:10
3. "Come Take My Hand" (Cooly's Jungle Mix) — 5:25
4. "Come Take My Hand" (Beats R Us Mix) — 7:57
5. "Come Take My Hand" (K&A's Happy Hardcore Blast) — 5:38
6. "Kom, neem mijn hand" (K&A's Extended Rave Blast) — 5:50
7. "Come Take My Hand" (Lick mix) — 5:04
8. "Come Take My Hand" (Euro Trance Trip) — 5:13